# Centro Internacional Teresiano-Sanjuanista de Ávila
El Centro Internacional Teresiano-Sanjuanista (CITeS), también conocido como Universidad de la Mística, es una institución docente de ideario católico de Ávila, España, dedicada a promover el estudio sistemático de la doctrina espiritual de Santa Teresa de Jesús y de San Juan de la Cruz en su contexto histórico y a nivel de especialización. Fue creado por decreto del Definitorio General de la Orden de Carmelitas Descalzos, el 11 de octubre de 1986.

## Historia y propósitos
La creación del CITeS fue motivada por el cuarto centenario de las muertes de Santa Teresa (1582) y de San Juan de la Cruz (1591), y el deseo de «difundir sus aventuras interiores» adaptando su aceptación a los tiempos actuales y a nuevos ámbitos, interlocutores y culturas. Su misión es, por tanto, proporcionar mayor conocimiento a través del estudio de la historia y doctrina de los dos grandes místicos españoles, acercando al mismo tiempo el mensaje a la actualidad.

## Academia y Fundación
Con ese motivo, el CITeS tiene en la actualidad un carácter académico a nivel universitario, habiendo firmado en 1996 un convenio con la Universidad Pontificia de Salamanca, por el cual dicha universidad convalida las materias impartidas en el CITeS.
El 5 de febrero de 2003, el Ministerio de Educación aprobó la inscripción de la Fundación CITeS en el registro de fundaciones, con el número 658. Entre sus fundamentos constan la ayuda a la promoción y funcionamiento del centro y la gestión de sus actividades, la promoción del estudio y conocimiento de los preceptos de Teresa de Jesús y Juan de la Cruz, tanto desde el ámbito histórico, literario y teológico, como desde la difusión y traducción de sus escritos y de su escuela mística, el fortalecimiento de la creación de una Biblioteca especializada, el favoreciendo de una formación en los valores espirituales cristianos, el estudio de la mística comparada y de la dimensión ecuménica de la experiencia mística, y la promoción del resto del patrimonio místico español y universal.

## Edificio de la Universidad
La sede actual del CITeS fue inaugurada el 14 de febrero de 2009, con el apelativo de Universidad de la Mística.
En su interior está la capilla de la Santísima Trinidad y de los Santos del Carmelo con capacidad para 220 personas. El estilo de la capilla es moderno, de forma semicircular, tiene trazada la cruz en el suelo, significando que «es el misterio de Cristo el suelo firme que nos sostiene y el camino que nos conduce a la plenitud, con las 12 columnas que la sostienen». El retablo de la capilla mayor, compuesto de tres cuadros, representando de este modo la Trinidad, ha sido obra y donación del pintor abulense José Luis Berrendo. Los otros elementos de la capilla (marcos, altar, atriles, conjunto del sagrario y demás) son obra del carpintero, también abulense, Emilio González. Destaca un icono original realizado por las Carmelitas Descalzas de Harissa (Líbano), en el que se presentan a los denominados a los tres doctores de la Iglesia del Carmelo: Teresa de Jesús, Juan de la Cruz y Teresa de Lisieux.
El Aula Magna cuenta con capacidad para 200 personas y un sistema de traducción simultánea en varios idiomas. Un gran mural de 24 m² preside el aula, pintado al óleo sobre tabla y con diversos elementos añadidos de madera, pan de oro, cuerda y cerámica. Es obra de la pintora Arantxa Esteban, la cual representa la imagen teresiana de los grados de oración. Las demás aulas, siete en total y de diversas capacidades, son dedicadas cada una a un santo del Carmelo. El edificio también cuenta con una sala de meditación, con capacidad para más de 50 personas.
La biblioteca con dos despachos, sala de lectura circular y un archivo que cuenta con un fondo de 30.000 volúmenes, diversas revistas especializadas y una hemeroteca. 
La Capilla de la Música Callada, dedicada a la beata Ana de San Bartolomé, con una vidriera ovalada, obra de la carmelita alemana Claudia Krämer, que representa el abrazo de la persona con Cristo a la luz del Cántico Espiritual de San Juan de la Cruz. Preside la capilla un icono original procedente de Rumanía, que representa a Cristo Maestro. Otro cuadro pintado al óleo por una carmelita japonesa representa a la Virgen con el Niño.
La Capilla de Las Moradas está ubicada en un espacio lleno de luz y cubierto por siete vitrales que representan la obra de Las Moradas de Santa Teresa, también obra de Krämer, en un espacio de casi 20 m². En la vidriera, entre otros elementos aparecen reproducidas por técnica de impresión en cristal las murallas de Ávila.
El complejo del CITeS cuenta con un total de 110 dormitorios, entre individuales, dobles y triples, que suman 170 camas, además de comedores, cafeterías, salas de lectura, sala múltiple, salón social, salas de entrevistas, y más. Característicos son también los patios y jardines internos, que se proyectan como espacios para el encuentro, la reflexión, la oración y el descanso: el jardín «de la fonte», el patio del encuentro («patio azul»), el jardín del silencio y el jardín de la contemplación (zona académica)

## Congresos
El I Congreso Internacional Teresiano, que trató sobre el Libro de la Vida de Santa Teresa, fue organizado por el CITeS en Ávila en agosto de 2010, enmarcado dentro de las actividades que la Orden de Carmelitas Descalzos llevaba a cabo con motivo del V centenario del nacimiento de dicha santa, y donde especialistas de todo el mundo abordaron su figura en este libro. El congreso fue emitido íntegramente en Internet.